# Francesville
Francesville és una població dels Estats Units a l'estat d'Indiana. Segons el cens del 2000 tenia 905 habitants.

## Demografia
Segons el cens del 2000, Francesville tenia 905 habitants, 357 habitatges, i 252 famílies. La densitat de població era de 1.127,2 habitants/km².
Dels 357 habitatges en un 33,9% hi vivien nens de menys de 18 anys, en un 59,7% hi vivien parelles casades, en un 7,8% dones solteres, i en un 29,4% no eren unitats familiars. En el 26,3% dels habitatges hi vivien persones soles el 13,4% de les quals corresponia a persones de 65 anys o més que vivien soles. El nombre mitjà de persones vivint en cada habitatge era de 2,54 i el nombre mitjà de persones que vivien en cada família era de 3,09.
Per edats la població es repartia de la següent manera: un 27,5% tenia menys de 18 anys, un 6,6% entre 18 i 24, un 27,4% entre 25 i 44, un 20,4% de 45 a 60 i un 18% 65 anys o més.
L'edat mediana era de 37 anys. Per cada 100 dones de 18 o més anys hi havia 91,3 homes.
La renda mediana per habitatge era de 39.464$ i la renda mediana per família de 43.438$. Els homes tenien una renda mediana de 30.000$ mentre que les dones 20.341$. La renda per capita de la població era de 16.469$. Entorn del 3,3% de les famílies i el 4,2% de la població estaven per davall del llindar de pobresa.

## Poblacions més properes
El següent diagrama mostra les poblacions més properes.